# Полицейская академия МВД Азербайджанской Республики
Полицейская академия МВД Азербайджанской Республики  — высшее специальное учебное заведение Азербайджанской Республики.

## История
Академия ведёт свою историю от созданной в 1921 году решением Народного Комиссариата внутренних дел Азербайджанской ССР школы милиции для подготовки рядовых милиционеров и командиров. Функционировала в Баку. В 1936 году была переведена в поселок Мардакян.
В 1957 году школа милиции была преобразована в Бакинскую среднюю специальную школу милиции им. Н. Ризаева при МВД СССР.
Продолжительность обучения составляла два года. Окончившие школу получали диплом о среднем юридическом образовании.
В школе действовали очные, заочные отделения, курсы повышения квалификации.
В 1957—1961 годах школа готовила специалистов для Грузии, Дагестана, Кабардино-Балкарии, Алтая, Иркутска, Краснодара, Куйбышева, Новосибирска, Кемерово, Саратова.
23 мая 1992 года на базе Специальной средней школы милиции была создана Полицейская академия. Академии присвоен статус 1 уровня.

## Общие сведения
Академия является высшим учебным заведением.  Академия состоит при МВД Азербайджана.
Отбор абитуриентов осуществляется Министерством внутренних дел.
Период обучения составляет 5 лет
Для лиц с высшим образованием период обучения составляет 4 года.
Начальником Полицейской академии  является генерал-майор Алиев Назим Тялят оглу.
Устав академии принят 4 августа 2016 года.
25 декабря 2018 года состоялось открытие нового учебного здания Полицейской академии.

## Кафедры
- Общественные науки
- Теория государства и права
- Уголовное право
- Гражданское право
- Уголовное дело
- Криминалистика
- Организация управления в органах внутренних дел (ОВД)
- Специальная техника в органах внутренних дел
- Оперативно-розыскная деятельность в органах внутренних дел
- Административная работа органов внутренних дел
- Специальная тактическая подготовка
- Языковая подготовка
- Физическая подготовка